# Département de Tambacounda
Le département de Tambacounda est l'un des 46 départements du Sénégal et l'un des 4 départements de la région de Tambacounda, dans l'est du pays.

## Organisation territoriale
Son chef-lieu est la ville de Tambacounda, qui est aussi la seule commune du département.
Les trois arrondissements sont :
- Koussanar ;
- Makacolibantang ;
- Missirah.

## Histoire
Tambacounda a un passé récent, le passage de l’explorateur Mungo Park a été signalé à la fin du XVIIIe siècle. Le nom de la ville proviendrait du nom «Tamba Waly » qui était le chef de village de Tamba Socé et du suffixe « Counda » qui signifie en bambara chez quelqu’un. Selon la tradition orale, Tambacounda serait une propriété de Tamba Socé. Les Socé habitant le village auraient donné le site actuel à des hôtes peuhl comme terre de culture.
D’après certains écrits l’ancien emplacement se situait à environ 5 km au sud du site actuel du village de Tamba Socé. Certains anciens font d’ailleurs observer que Tambacounda s’appelle en réalité Wassulucounda, du nom des premiers habitants peuhl Wassulu. Son premier chef de village fut, vers les années 1900, Moriba Diakhité, dioula vendeur de tabac et de cola originaire du Wassulu, dans l’actuelle république du Mali. Il a été remplacé à sa mort en 1925 par Batou Diarra ressortissant lui aussi du Mali.
C’est à la suite de la construction du chemin de fer Dakar –Bamako et de la création du camp des cheminots que son développement va se faire autour de la gare qui a été inaugurée le 17 février 1915. Grâce au chemin de fer, ce village grandit tellement vite qu’il fut choisi comme chef-lieu du Niani-wouli en 1920.
Tambacounda fut érigé en commune le 1er décembre 1952 par arrêté no 7562. En 1960 il devient le chef-lieu de la Région du Sénégal Oriental, aujourd’hui région de Tambacounda. Elle est desservie par les voies bitumées et ferrées Dakar Bamako et demeure un important carrefour international lorsqu’on se rend à l’ouest vers l’est (Kaolack-Kidira-Kayes au Mali) ou lorsqu’on quitte le nord pour le sud (Kolda-Kédougou et les Républiques de Gambie, Guinée-Bissau et Guinée Conakry).
Elle servait aussi dans le cadre de l’économie de traite, de centre de collecte des produits de l’intérieur de la Région et de point d’évacuation vers d’autres destinations du pays. Tambacounda est implantée dans une dépression d’une vingtaine de mètres, taillée dans le plateau latéritique par le marigot Mamacounda et ses affluents qui structurent la ville.
Tambacounda a toujours entretenu des relations doubles avec la campagne. Ces relations sont liées d’une part à son rôle de centre d’approvisionnement en produits manufacturiers et à celui de collecte de produits locaux et d’accueil de nouveaux migrants d’autre part.
Du fait de sa position, la ville constitue un point de rencontre entre deux régions économiques différentes et complémentaires : les zones Nord et Sud d’élevage et de foresterie qui entourent le centre dominé par la polyculture pluviale. Le dynamisme économique de la ville est aussi à rechercher dans le cadre des marchés où s’effectuent les échanges commerciaux. En effet la ville compte plus de cinq marchés où s’effectuent les échanges commerciaux mais d’entre eux sont les plus polarisants comme le grand marché quotidien du quartier Liberté et le centre commercial de Dépôt.

## Géographie
Le département de Tambacounda a une superficie de  20 328 km2, une population de 342 204 hab. et une densité moyen de 17 hab./km2.  

### Population
Lors du recensement de décembre 2002, la population était de 310 359 habitants. En 2005, elle était estimée à 342 204 personnes.  